# 1422
1422 (MCDXXII) a fost un an comun al calendarului iulian, care a început într-o zi de joi.

## Evenimente
- 1422-1430: Războaiele bizantino-otomane. Asediul Salonicului (Asediul de la Thessalonica). Asediu condus de sultanul Murad II, împotriva orașului bizantin Salonic, încheiat cu victoria otomană.
- iulie-septembrie: Bătălia de la Marienburg. Oastea moldovenilor înving trupe ale cavalerilor teutoni lângă Marienburg, în Prusia (azi Malbork, Polonia).
- Războaiele bizantino-otomane. Asediul Constantinopolului. Desfășurat între otomanii conduși de sultanul Murad al II-lea și împăratul bizantin Ioan al VIII-lea Paleologul, încheiat cu victoria bizantinilor.

## Nașteri
- dată necunoscută: William Caxton  (d. 1491)
- dată necunoscută: Agnès Sorel  (d. 1450)
- dată necunoscută: Mircea al II-lea  (d. 1446)
- dată necunoscută: Petru Aron voievod al Moldovei (d. 1469)
- dată necunoscută: Petru al III-lea  (d. 1452)
- dată necunoscută: Georgius de Septemcastris  (d. 1502)

## Decese
- 31 august: Henric al V-lea al Angliei  (n. 1386)
- 21 octombrie: Carol al VI-lea al Franței  (n. 1368)
- 10 mai: Taejong de Joseon al treilea rege din dinastia Joseon al Coreei (domnit 1400-1418) (n. 1367)
- dată necunoscută: Jelena Nelipić  (n. 1375)